# Беридзе, Борис Иосифович
Борис Иосифович Беридзе (13 июля 1888 — 11 июля 1916) — русский военный лётчик, штабс-капитан, участник Первой мировой войны, кавалер ордена Святого Георгия 4-й степени (1917).

## Биография
Родился 13 июля 1888 года в Кутаисской губернии в семье потомственных дворян. Его отцом был отставной полковник Иосиф Бежанович Беридзе (ум. 2 июня 1906), а мать — Анна Ивановна Фотеева.
Помимо Бориса (артиллерист, военный лётчик, погибший во время Первой мировой войны) Георгиевский кавалер посмертно,в семье было ещё трое сыновей - Владимир, окончивший Морской корпус, курсы радиотелеграфа, летное училище, воевал на ЧФ, в конце 1916 был нач.Сухумского отряда гидросамолетов (6 машин) (2 июля 1892 — 22 сентября 1916), Дмитрий Иосифович (22.09.1880 -?) - полковник, Георгиевский кавалер, Георгиевское оружие, сыновья Михаил и Георгий, о которых пока неизвестно ничего и дочери — Нина, Тамара, выпускницы Смольного, Людмила и Елизавета. По вероисповеданию были православным.
Начальное образование получил в Воронежском кадетском корпусе, который окончил в 1906 году. После чего, до 1908 года обучался в Павловском военном училище.
15 июня 1908 года Беридзе был выпущен из училища в 34-ю артиллерийскую бригаду в чине подпоручика. 31 августа 1911 году был произведён в чин поручика. Принимал участие в Первой мировой войне. 10 июля 1915 года был произведён в штабс-капитаны. По состоянию на 1916 года служил в звании военного лётчика в 3-м армейском авиационном отряде.
Погиб 11 июля 1916 года во время воздушного боя. Был отпет в церкви Рождества-Богородицы и похоронен 2 сентября того же года на кладбище в станице Новопокровская.

## Награды
Борис Беридзе был удостоен следующих наград:
- орден Святого Георгия 4-й степени (Приказ по армии и флоту от 5 мая 1917[4]) — «за то, что во время воздушной разведки 11-го июля 1916 г., управляя аппаратом системы „Вуазен“, встретив над неприятельским расположением истребитель противника системы „Фоккер“, геройски вступил с ним в неравный бой, маневрируя до тех пор, пока, загоревшись на высоте 1200 метров, из-за взрыва пробитого пулей противника бензинового бака, не упал и не разбился, смертью своей, запечатлев содеянный им геройский подвиг»;
- орден Святой Анны 3-й степени с мечами и бантом (Высочайший приказ от 12 сентября 1915);
- орден Святой Анны 4-й степени с надписью «За храбрость» (Высочайший приказ от 18 января 1915);
- орден Святого Станислава 2-й степени с мечами (Высочайший приказ от 30 июня 1915);
- орден Святого Станислава 3-й степени с мечами и бантом (Высочайший приказ от 20 апреля 1915).